# Mutua Madrid Open 2022
Mutua Madrid Open 2022 byl společný tenisový turnaj mužského okruhu ATP Tour a ženského okruhu WTA Tour hraný v parku Manzanares na otevřených antukových dvorcích. Konal se mezi 28. dubnem až 8. květnem 2022 ve španělské metropoli Madridu jako dvacátý ročník mužského a třináctý ročník ženského turnaje.
Ženská událost měla podruhé dvoutýdenní charakter. Mužská polovina dotovaná 6 744 165 eury patřila do kategorie ATP Tour Masters 1000. Ženská část s rozpočtem 6 575 560 eur náležela do kategorie WTA 1000. Nejvýše nasazenými v soutěžích dvouher se staly světové jedničky, Srb Novak Djoković a Polka Iga Świąteková, která se odhlásila pro zranění lokte a potřebu regenerace. Jako poslední přímí účastníci do singlových soutěží nastoupili 46. hráč žebříčku, Španěl Pedro Martínez, a  53. tenistka klasifikace, Češka Kateřina Siniaková.
V důsledku invaze Ruska na Ukrajinu na konci února 2022 řídící organizace tenisu ATP, WTA a ITF s grandslamy rozhodly, že ruští a běloruští tenisté mohli dále na okruzích startovat, ale do odvolání nikoli pod vlajkami Ruska a Běloruska.
Pátý singlový titul na okruhu ATP Tour a druhý v sérii Masters vybojoval 19letý Španěl Carlos Alcaraz. Jako první tenista porazil na jediném antukovém turnaji Nadala i Djokoviće. Bodový zisk mu zajistil premiérový posun na 6. místo žebříčku. Druhou trofej z dvouhry okruhu WTA Tour vybojovala světová desítka Ons Džabúrová. 27letá Tunisanka se tak stala první Afričankou i Arabkou ve finále dvouhry turnaje kategorie WTA 1000, včetně její předchůdkyně WTA Premier Mandatory a 5, respektive i první takovou šampionkou. Po turnaji se vrátila na své kariérní maximum, 7. místo žebříčku.
Mužskou čtyřhru vyhrála nizozemsko-britská dvojice Wesley Koolhof a Neal Skupski, jejíž členové si připsali čtvrtou společnou trofej a první v sérii Masters. Ženský debl ovládl kanadsko-mexický pár Gabriela Dabrowská a Giuliana Olmosová, jehož členky získaly první společný titul.

## Rozdělení bodů a finančních odměn

### Rozdělení bodů
| Soutěž       | Soutěž       | vítězové | finalisté | semifinalisté | čtvrtfinalisté | 16 v kole | 32 v kole | 64 v kole | Q  | Q2 | Q1 |
| ------------ | ------------ | -------- | --------- | ------------- | -------------- | --------- | --------- | --------- | -- | -- | -- |
| dvouhra mužů | [ 3 ] [ 11 ] | 1000     | 600       | 360           | 180            | 90        | 45        | 10        | 25 | 16 | 0  |
| čtyřhra mužů | [ 12 ]       | 1000     | 600       | 360           | 180            | 90        | 0         | —         | —  | —  | —  |
| dvouhra žen  | [ 2 ] [ 13 ] | 1000     | 650       | 390           | 215            | 120       | 65        | 10        | 30 | 20 | 2  |
| čtyřhra žen  | [ 14 ]       | 1000     | 650       | 390           | 215            | 120       | 10        | —         | —  | —  | —  |

### Finanční odměny
| Soutěž                                | Soutěž        | vítězové    | finalisté | semifinalisté | čtvrtfinalisté | 16 v kole | 32 v kole | 64 v kole | Q2       | Q1      |
| ------------------------------------- | ------------- | ----------- | --------- | ------------- | -------------- | --------- | --------- | --------- | -------- | ------- |
| dvouhra mužů                          | [ 3 ] [ 11 ]  | 1 041 570 € | 568 790 € | 311 025 €     | 169 650 €      | 90 745 €  | 48 655 €  | 26 960 €  | 13 810 € | 7 235 € |
| ženská dvouhra                        | [ 2 ] [ 13 ]  | 1 041 570 € | 568 790 € | 311 025 €     | 169 650 €      | 90 745 €  | 45 095 €  | 22 000 €  | 8 054 €  | 4 220 € |
| mužská čtyřhra                        | [ 12 ] [ 14 ] | 319 570 €   | 173 600 € | 95 350 €      | 52 610 €       | 28 930 €  | 15 780 €  | —         | —        | —       |
| ženská čtyřhra                        | [ 14 ]        | 319 570 €   | 173 600 € | 95 350 €      | 52 610 €       | 28 930 €  | 13 528 €  | —         | —        | —       |
| částky ve čtyřhře jsou uvedeny na pár |               |             |           |               |                |           |           |           |          |         |

## Dvouhra mužů

### Nasazení
| Stát                          | Hráč                  | ATP | Nasazení |
| ----------------------------- | --------------------- | --- | -------- |
| Srbsko                        | Novak Djoković        | 1.  | 1.       |
| Německo                       | Alexander Zverev      | 3.  | 2.       |
| Španělsko                     | Rafael Nadal          | 4.  | 3.       |
| Řecko                         | Stefanos Tsitsipas    | 5.  | 4.       |
| Norsko                        | Casper Ruud           | 7.  | 5.       |
|                               | Andrej Rubljov        | 8.  | 6.       |
| Španělsko                     | Carlos Alcaraz        | 9.  | 7.       |
| Kanada                        | Félix Auger-Aliassime | 10. | 8.       |
| Spojené království            | Cameron Norrie        | 11. | 9.       |
| Itálie                        | Jannik Sinner         | 12. | 10.      |
| USA                           | Taylor Fritz          | 13. | 11.      |
| Polsko                        | Hubert Hurkacz        | 14. | 12.      |
| Argentina                     | Diego Schwartzman     | 15. | 13.      |
| Kanada                        | Denis Shapovalov      | 16. | 14.      |
| USA                           | Reilly Opelka         | 17. | 15.      |
| Španělsko                     | Pablo Carreño Busta   | 18. | 16.      |
| Španělsko                     | Roberto Bautista Agut | 19. | 17.      |
| Žebříček ATP k 2. květnu 2022 |                       |     |          |

### Jiné formy účasti
Následující hráči obdrželi divokou kartu do hlavní soutěže:
- Jack Draper
- Carlos Gimeno Valero
- Andy Murray
- Lucas Pouille

Následující hráči nastoupili pod žebříčkovou ochranou: 
- Borna Ćorić
- Dominic Thiem

Následující hráči postoupili do hlavní soutěže z kvalifikace: 
- Kwon Sun-u
- Dušan Lajović
- Lorenzo Musetti
- Maxime Cressy
- Hugo Dellien
- Benoît Paire
- David Goffin

Následující hráč postoupil z kvalifikace jako šťastný poražený:
- Ugo Humbert

### Odhlášení
před zahájením turnaje
- Matteo Berrettini → nahradil jej  Botic van de Zandschulp
- Taylor Fritz → nahradil jej  Ugo Humbert
- Daniil Medveděv → nahradil jej  Alejandro Davidovich Fokina
- Stan Wawrinka → nahradil jej  Pedro Martínez

## Mužská čtyřhra

### Nasazení
| Stát                                                                                   | Hráč                  | Stát               | Hráč             | ATP | Nasazení |
| -------------------------------------------------------------------------------------- | --------------------- | ------------------ | ---------------- | --- | -------- |
| USA                                                                                    | Rajeev Ram            | Spojené království | Joe Salisbury    | 3.  | 1.       |
| Španělsko                                                                              | Marcel Granollers     | Argentina          | Horacio Zeballos | 9.  | 2.       |
| Chorvatsko                                                                             | Nikola Mektić         | Chorvatsko         | Mate Pavić       | 9.  | 3.       |
| Francie                                                                                | Pierre-Hugues Herbert | Francie            | Nicolas Mahut    | 15. | 4.       |
| Německo                                                                                | Tim Pütz              | Nový Zéland        | Michael Venus    | 20. | 5.       |
| Kolumbie                                                                               | Juan Sebastián Cabal  | Kolumbie           | Robert Farah     | 26. | 6.       |
| Austrálie                                                                              | John Peers            | Slovensko          | Filip Polášek    | 26. | 7.       |
| Nizozemsko                                                                             | Wesley Koolhof        | Spojené království | Neal Skupski     | 32. | 8.       |
| Žebříček ATP k 25. dubnu 2022; číslo je součtem žebříčkového postavení obou členů páru |                       |                    |                  |     |          |

### Jiné formy účasti
Následující páry obdržely divokou kartu:
- Carlos Alcaraz /  Marc López
- Pablo Carreño Busta /  Pedro Martínez
- Petros Tsitsipas /  Stefanos Tsitsipas

Následující páry nastoupily z pozice náhradníků:
- Nikoloz Basilašvili /  Alexandr Bublik
- Federico Delbonis /  Andrés Molteni

### Odhlášení
před zahájením turnaje
- Taylor Fritz /  Reilly Opelka → nahradili je  Federico Delbonis /  Andrés Molteni
- Sander Gillé /  Joran Vliegen → nahradili je  Nikoloz Basilašvili /  Alexandr Bublik
- Tim Pütz /  Michael Venus → nahradili je  Jamie Murray /  Michael Venus

## Ženská dvouhra

### Nasazení
| Stát                          | Hráčka                     | WTA | Nasazení |
| ----------------------------- | -------------------------- | --- | -------- |
| Polsko                        | Iga Świąteková             | 1.  | 1.       |
| Španělsko                     | Paula Badosová             | 2.  | 2.       |
|                               | Aryna Sabalenková          | 4.  | 3.       |
| Řecko                         | Maria Sakkariová           | 5.  | 4.       |
| Česko                         | Karolína Plíšková          | 7.  | 5.       |
| USA                           | Danielle Collinsová        | 8.  | 6.       |
| Španělsko                     | Garbiñe Muguruzaová        | 9.  | 7.       |
| Tunisko                       | Ons Džabúrová              | 10. | 8.       |
| Spojené království            | Emma Raducanuová           | 11. | 9.       |
| Lotyšsko                      | Jeļena Ostapenková         | 12. | 10.      |
| Švýcarsko                     | Belinda Bencicová          | 1.  | 1.       |
| USA                           | Jessica Pegulaová          | 14. | 12.      |
|                               | Anastasija Pavljučenkovová | 15. | 13.      |
| USA                           | Coco Gauffová              | 16. | 14.      |
|                               | Viktoria Azarenková        | 17. | 15.      |
| Kazachstán                    | Jelena Rybakinová          | 18. | 16.      |
| Žebříček WTA k 25. dubnu 2022 |                            |     |          |

### Jiné formy účasti
Následující hráčky obdržely divokou kartu do hlavní soutěže:
- Čeng Čchin-wen
- Linda Fruhvirtová
- Marta Kosťuková
- Naomi Ósakaová
- Mónica Puigová

Následující hráčka nastoupila pod žebříčkovou ochranou:
- Karolína Muchová

Následující hráčky postoupily do hlavní soutěže z kvalifikace:
- Jekatěrina Alexandrovová
- Marie Bouzková
- Dajana Jastremská
- Kaia Kanepiová
- Anna Karolína Schmiedlová
- Petra Martićová
- Anastasija Potapovová
- Irina-Camelia Beguová
- Andrea Petkovicová
- Océane Dodinová
- Anna Bondárová
- Varvara Gračovová

Následující hráčky postoupila z kvalifikace jako šťastné poražené:
- Beatriz Haddad Maiová
- Greet Minnenová

### Odhlášení
před zahájením turnaje
- Sofia Keninová → nahradila ji  Julia Putincevová
- Angelique Kerberová → nahradila ji  Kateřina Siniaková
- Anett Kontaveitová → nahradila ji  Ana Konjuhová
- Barbora Krejčíková → nahradila ji  Alison Riskeová
- Elise Mertensová → nahradila ji  Beatriz Haddad Maiová
- Camila Osoriová → nahradila ji  Shelby Rogersová
- Elina Svitolinová → nahradila ji  Anhelina Kalininová
- Iga Świąteková → nahradila ji  Greet Minnenová
- Markéta Vondroušová → nahradila ji  Nuria Párrizasová Díazová

## Ženská čtyřhra

### Nasazení
| Stát                                                                                    | Hráčka                 | Stát       | Hráčka                | WTA | Nasazení |
| --------------------------------------------------------------------------------------- | ---------------------- | ---------- | --------------------- | --- | -------- |
|                                                                                         | Veronika Kuděrmetovová | Belgie     | Elise Mertensová      | 7.  | 1.       |
| Austrálie                                                                               | Storm Sandersová       | Čína       | Čang Šuaj             | 22. | 2.       |
| Kanada                                                                                  | Gabriela Dabrowská     | Mexiko     | Giuliana Olmosová     | 29. | 3.       |
| USA                                                                                     | Desirae Krawczyková    | Nizozemsko | Demi Schuursová       | 33. | 4.       |
| Chile                                                                                   | Alexa Guarachiová      | Slovinsko  | Andreja Klepačová     | 35. | 5.       |
| USA                                                                                     | Coco Gauffová          | USA        | Jessica Pegulaová     | 41. | 6.       |
| Česko                                                                                   | Lucie Hradecká         | Indie      | Sania Mirzaová        | 50. | 7.       |
| Kazachstán                                                                              | Anna Danilinová        | Brazílie   | Beatriz Haddad Maiová | 58. | 8.       |
| Žebříček WTA k 25. dubnu 2022; číslo je součtem žebříčkového postavení obou členek páru |                        |            |                       |     |          |

### Jiné formy účasti
Následující pár obdržel divokou kartu do hlavní soutěže:
- Cristina Bucșová /  Nuria Párrizasová Díazová

Následující páry nastoupily pod žebříčkovou ochranou:
- Julia Lohoffová /  Renata Voráčová
- Chan Sin-jün /   Alexandra Panovová

### Odhlášení
před zahájením turnaje
- Ulrikke Eikeriová /  Catherine Harrisonová → nahradily je  Ulrikke Eikeriová /  Tereza Mihalíková
- Lucie Hradecká /  Sania Mirzaová → nahradily je  Kaitlyn Christianová /  Oxana Kalašnikovová
- Nadija Kičenoková /  Ioana Raluca Olaruová → nahradily je  Nadija Kičenoková /  Jekatěrine Gorgodzeová
- Veronika Kuděrmetovová /  Elise Mertensová → nahradily je  Jelena Rybakinová /   Ljudmila Samsonovová
- Tereza Martincová /  Markéta Vondroušová → nahradily je  Julia Lohoffová /  Renata Voráčová
- Alexandra Panovová /  Monica Niculescuová → nahradily je   Alexandra Panovová /  Chan Sin-jün

## Přehled finále

### Mužská dvouhra
- Carlos Alcaraz vs.  Alexander Zverev, 6–3, 6–1

### Ženská dvouhra
- Ons Džabúrová vs.  Jessica Pegulaová, 7–5, 0–6, 6–2

### Mužská čtyřhra
- Wesley Koolhof /  Neal Skupski vs.  Juan Sebastián Cabal /  Robert Farah, 6–7(4–7), 6–4, [10–5]

### Ženská čtyřhra
- Gabriela Dabrowská /  Giuliana Olmosová vs.  Desirae Krawczyková /  Demi Schuursová, 7–6(7–1), 5–7, [10–7]